# Dänischer Reichsrat (1855–1866)
Der Reichsrat war zwischen 1855 und 1866 ein beratendes Gremium in Dänemark. Sitz des Reichsrates war Kopenhagen.

## Reichsrat nach der Verfassung von 1854
Das dänische Staatsgrundgesetz von 1849, dass nach der Märzrevolution entstanden war, sah ein Zwei-Kammern-Parlament aus Folketing und Landsting, die zusammen den Reichstag bildeten. Mit der Verordnung, betreff die Verfassung der dänischen Monarchie für deren gemeinschaftliche Angelegenheiten vom 26. Juli 1854 wurde der Reichsrat eingeführt. Das Verfassungsgesetz für gemeinschaftliche Angelegenheiten vom 2. Oktober 1855 bestätigte diese Regelungen. Er bestand aus 20 vom König auf jeweils 12 Jahre ernannten Persönlichkeiten und 30 auf jeweils 8 Jahre indirekt gewählten Abgeordneten. Zwölf der ernannten mussten aus dem Königreich Dänemark, drei aus dem Herzogtum Schleswig, vier aus dem Herzogtum Holstein und einer aus dem Herzogtum Lauenburg kommen.
Von den gewählten Mitglieder wurden 18 durch den Reichstag des Königreichs Dänemark, fünf durch die Schleswigsche Ständeversammlung, sechs durch die Holsteinische Ständeversammlung und einer durch die Ritter- und Landschaft des Herzogtums Lauenburg gewählt.
Durch die Verfassungsänderung vom 1. April 1856 wurden mit § 28 der Verfassung die Wahl von 30 zusätzlichen Reichsratsmitgliedern festgelegt. Diese wurden in direkter Wahl gewählt. 17 Abgeordnete stammten aus Dänemark, 5 aus Schleswig und 8 aus Holstein.
Die Kompetenzen des Reichsrates waren gering. Er hatte eine beratende Rolle für alle Angelegenheiten, die den Dänischen Gesamtstaat als Ganzes betrafen. Eine Zustimmung des Reichsrates war lediglich bei Änderungen gemeinschaftlicher Steuern oder der Begebung von Staatsanleihe für die ganze Monarchie notwendig.

## Ausscheiden von Holstein und Lauenburg 1858
Gegen die Gültigkeit der Gesamtstaatsverfassung von 1855 für Holstein und Lauenburg (beide Herzogtümer gehörten dem Deutschen Bund an) regte sich heftiger Widerspruch. Am 11. Februar 1858 forderte der Bundestag die Aufhebung der Verfassung für Holstein und Lauenburg. Dieser Forderung kam der dänische König mit dem Patent wegen der Aufhebung des Verfassungsgesetzes vom 2. Oktober 1855 für das Herzogthum Holstein und für das Herzogthum Lauenburg vom 6. November 1858 nach. Entsprechend waren danach auch keine holsteiner und lauenburger Vertreter mehr im Reichsrat vertreten.

## Reichsrat nach der Verfassung von 1863
Die Novemberverfassung von 1863 sah eine gemeinsame Volksvertretung „Reichsrat“ vor. Diese sollte jedoch für die Angelegenheiten zuständig sein, die nicht ausdrücklich dem dänischen Reichstag oder der Volksvertretung Schleswigs vorbehalten waren. Der Reichsrat sollte über zwei Kammern verfügen, das Folketing und das Landsting. Letzteres sollte aus Abgeordneten bestehen, die vom König ernannt oder von Bürgern mit privilegierten Wahlrecht gewählt wurden.
Die Verfassung wurde jedoch nicht umgesetzt, sondern löste den Deutsch-Dänischen Krieg aus. In dessen Folge wurde Schleswig-Holstein an Preußen abgetreten und der dänische Gesamtstaat endete. 1866 wurde die dänische Verfassung modifiziert und der Reichsrat formell abgeschafft.

## Mitglieder
Die Liste nennt die am 26. Juli 1854 von König ernannten Mitglieder:
| Mandat  | Territorium         | Abgeordneter                      | Anmerkung |
| ------- | ------------------- | --------------------------------- | --------- |
| Ernannt | Königreich Dänemark | Graf Adam Wilhelm Moltke          |           |
| Ernannt | Königreich Dänemark | Carl Emil Bardenfleth             |           |
| Ernannt | Königreich Dänemark | Holger Christian von Reedtz       |           |
| Ernannt | Königreich Dänemark | Frederik Wilhelm Treschow         |           |
| Ernannt | Königreich Dänemark | Peder Brønnum Scavenius           |           |
| Ernannt | Königreich Dänemark | Mathias von Lüttichau             |           |
| Ernannt | Königreich Dänemark | Christian von Sehested-Juel       |           |
| Ernannt | Königreich Dänemark | Johan Nicolai Madvig              |           |
| Ernannt | Königreich Dänemark | Tage Algreen-Ussing               |           |
| Ernannt | Königreich Dänemark | Anton Frederik Tscherning         |           |
| Ernannt | Königreich Dänemark | Christian Georg Nathan David      |           |
| Ernannt | Königreich Dänemark | Carl Ferdinand Leonard Mourier    |           |
| Ernannt | Herzogtum Schleswig | Ulrich Ludwig Hans von Brockdorff |           |
| Ernannt | Herzogtum Schleswig | Heinrich Carstensen Jensen        |           |
| Ernannt | Herzogtum Schleswig | Laurids Skau                      |           |
| Ernannt | Herzogtum Holstein  | Kaspar von Buchwaldt              |           |
| Ernannt | Herzogtum Holstein  | Georg Christian Burchardi         |           |
| Ernannt | Herzogtum Holstein  | Johann Nikolaus Anton Kirchhoff   |           |
| Ernannt | Herzogtum Holstein  | Detlev Anton Renck                |           |
| Ernannt | Herzogtum Lauenburg | August Louis Detlev von Schrader  |           |